# آكلات الخشب
آكلات الخشب (الاسم العلمي: Xylophagidae)، فصيلة حشرات ذبابية. غالبًا ما تكون يرقاتها مفترسة، فهي تأكل يرقات الحشرات الأخرى التي تعيش في الخشب المتعفن. وتحتوي على ثلاث فُصيلات:
- Coenomyiinae
- Rachicerinae
- Xylophaginae